# GenDESIGN
GenDESIGN is een Japans computerspelontwikkelaar gevestigd in Koto, Tokio. 
In 2011 vertrok game-ontwerper Fumito Ueda bij Sony-studio Team Ico vandaan, midden in de ontwikkeling van The Last Guardian. Ueda zou in de jaren erna als ingehuurd particulier verder werken aan het spel. In de zomer van 2014 richtte Ueda samen met enkele andere ontwikkelaars van het originele Team Ico-team genDESIGN op. De ontwikkeling van de creatieve aspecten voor The Last Guardian werden verder door genDESIGN verricht, terwijl SIE Japan Studio de technische implementatie op zich nam. Op 6 december 2016 kwam The Last Guardian uit voor de PlayStation 4.

## Ontwikkelde spellen
| Release | Titel             | Platform      | Ontwikkeld met   |
| ------- | ----------------- | ------------- | ---------------- |
| 2016    | The Last Guardian | PlayStation 4 | SIE Japan Studio |